# Orodaliscoides
Orodaliscoides är ett släkte av skalbaggar. Orodaliscoides ingår i familjen Aphodiidae.
Kladogram enligt Catalogue of Life:
| Orodaliscoides | \| \| Orodaliscoides reflexus \| \| \| \| \| \| Orodaliscoides rugosiceps \| \| \| \| |
|                | \| \| Orodaliscoides reflexus \| \| \| \| \| \| Orodaliscoides rugosiceps \| \| \| \| |
|                | Orodaliscoides reflexus                                                               |
|                |                                                                                       |
|                | Orodaliscoides rugosiceps                                                             |
|                |                                                                                       |